# Bilasovîțea, Voloveț
Bilasovîțea (în ucraineană Біласовиця) este localitatea de reședință a comunei Bilasovîțea din raionul Voloveț, regiunea Transcarpatia, Ucraina.

## Demografie
Componența lingvistică a localității Bilasovîțea
     Ucraineană (99,42%)
     Alte limbi (0,58%)
Conform recensământului din 2001, majoritatea populației localității Bilasovîțea era vorbitoare de ucraineană (99,42%), existând în minoritate și vorbitori de alte limbi.